# Rue Claudius-Collonge
La rue Claudius-Collonge est une voie publique du 2e arrondissement de la ville de Lyon, en France, nommée le 1er avril 1968 en l’honneur de Claudius-Francisque Collonge. Précédemment, rue d’Alger.

## Situation
La rue, d’orientation nord-sud est parallèle à la Saône et croise successivement la rue Dugas-Montbel et le cours Suchet. Elle est en sens unique vers le Nord. Entre le cours de Verdun Rambaud et la rue Dugas-Montbel, elle est enjambée par les voies de la gare de Perrache. 
Au numéro 11, ancienne maison Richard avec des armoiries en écusson au-dessus de la porte.
La rue est longée par le dépôt Grande Remise des Transports en commun lyonnais à l’ouest entre Dugas-Montbel et le cours Suchet puis à nouveau au sud du cours, jusqu’à la rue Bichat, avec le dépôt de bus sur trois étages appelé Site Confluence. 

## Histoire
Le chantier du quartier Perrache amène à l’ouverture de la rue d’Alger. Elle prend le nom de rue Claudius-Collonge le 1er avril 1968. Le nom de rue d’Alger lui fut attribué le 30 juillet 1830 (délibération du conseil municipal), puis à nouveau en 1837 (délibération du conseil municipal du 20 juin).
Claudius-Francisque Collonge était président de l’Union française des Anciens combattants, né le 13 décembre 1896 à Lyon, mort le 7 mars 1968 à Oullins, qui vivait dans l’immeuble à l’angle de la rue Dugas-Montbel, au 1bis, en 1921. L’immeuble dans lequel il habitait a été construit par le marchand de charbon Marius Clertant, depuis légué aux Hospices civils de Lyon. 

## Galerie

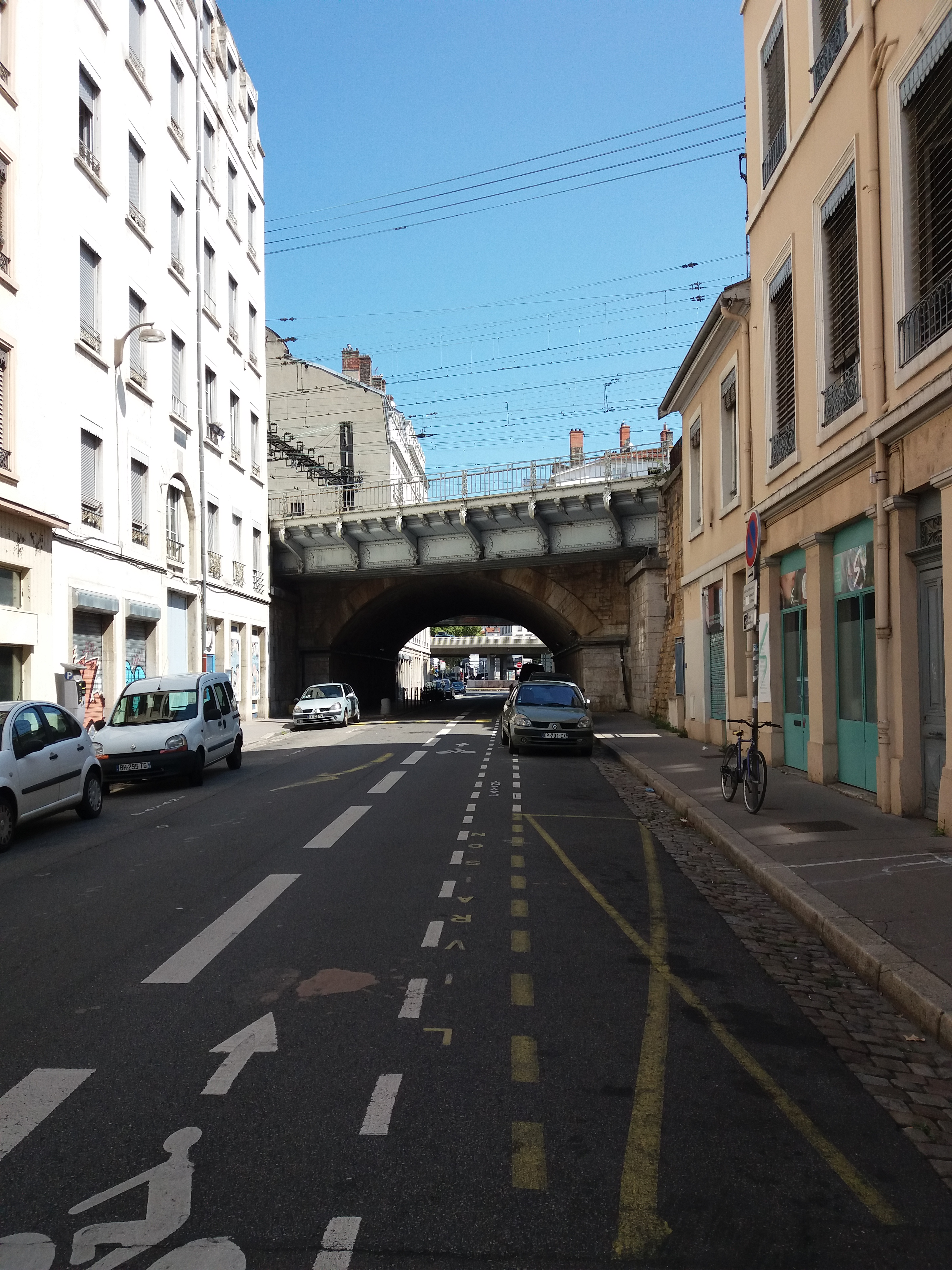
Rue Claudius-Collonge allant vers le Nord, au sud de la voie de chemin de fer.
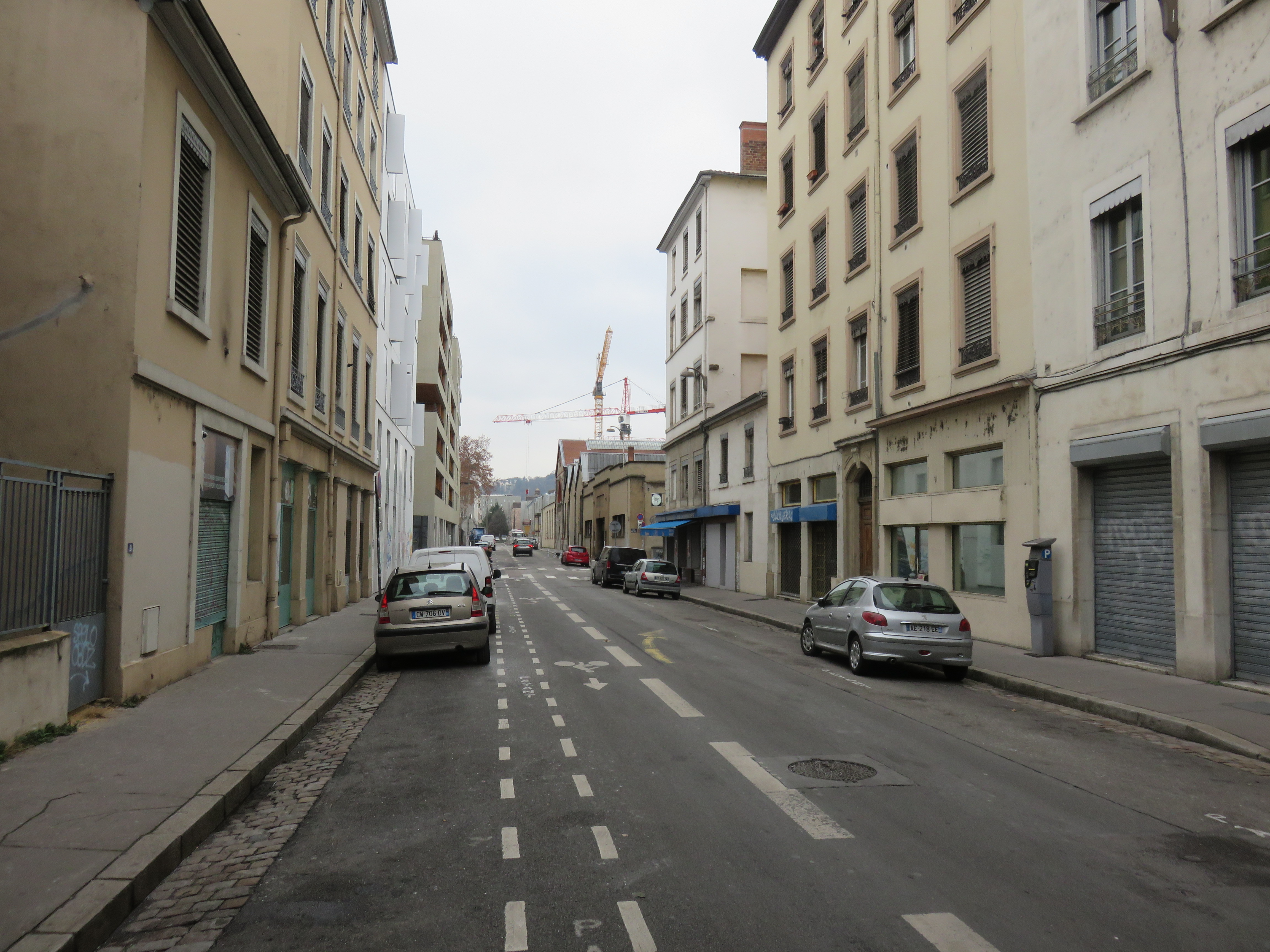
Partie centrale, regardant vers le Sud.
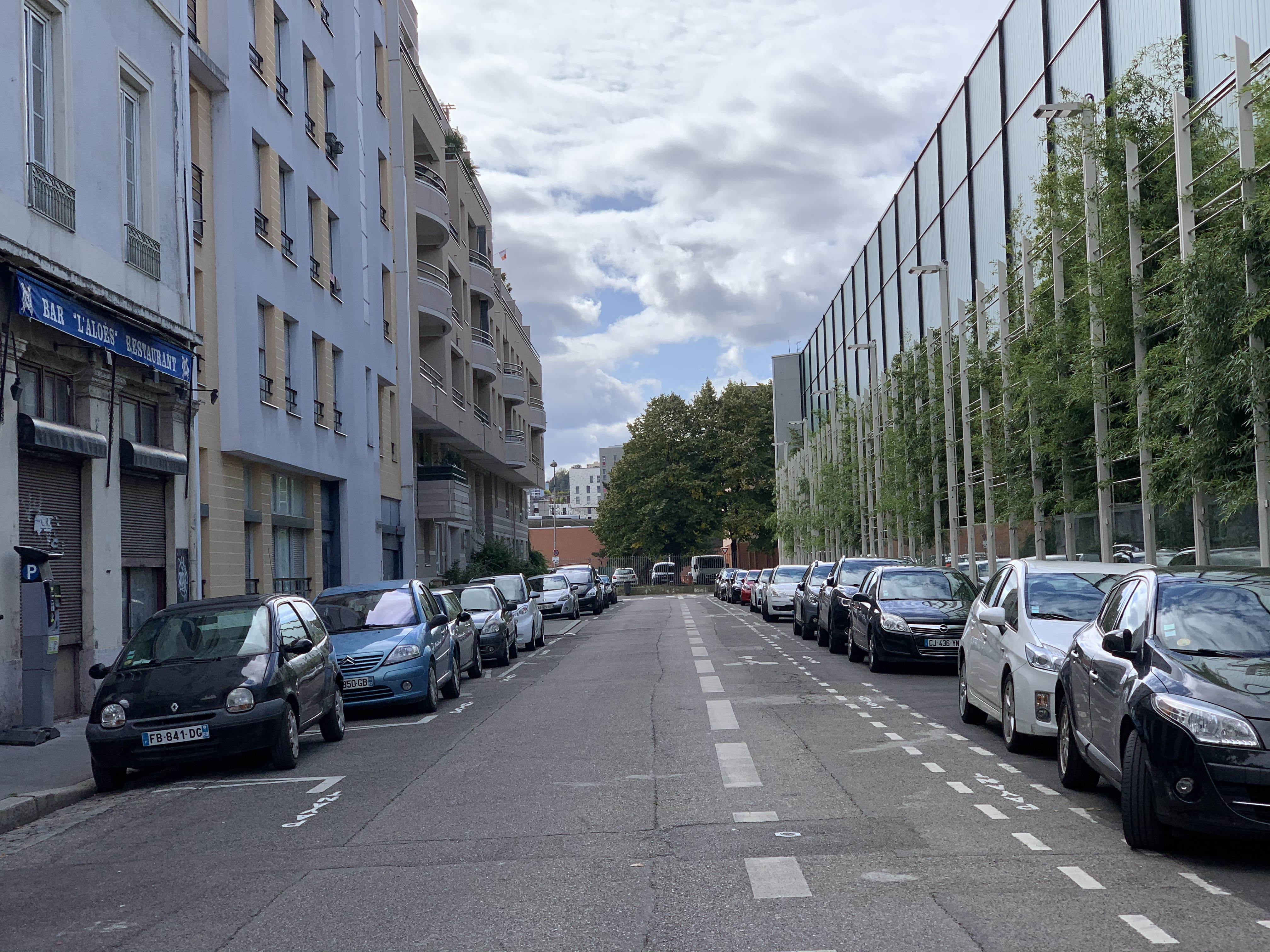
Partie sud de la rue, regardant vers le Sud, avec le dépôt Confluence à droite.

#### Autres références
1. ↑  Louis Maynard, Histoires, légendes et anecdotes à propos des rues de Lyon : avec indication de ce qu’on peut y remarquer en les parcourant, Jean Honoré, coll. « « Les classiques lyonnais » (no 2) », 1980 (1re éd. 1922, la préface et l’un des index sont propres à l’édition de 1980), p. 7
2. ↑  Maurice Vanario et Henri Hours (dir.), Les rues de Lyon à travers les siècles : XIVe au XXe siècle, Éditions lyonnaises d’art et d’histoire, 1990 (ISBN 2-905230-35-9 (édité erroné), BNF 35174230), p. 12
3. ↑  « Rue Claudius-Collonge », sur ruesdelyon.net (consulté le 17 mars 2025)
4. ↑  Alain Dreyfus, Secrets des rues de Lyon, Poutan, 2021 (ISBN 978-2-37553-046-7), p. 141